# Вилхелм II (Аквитания)
Вижте пояснителната страница за други личности с името Вилхелм II.
Вилхелм Младши или Гийом Младши (на френски: Guillaume II le Jeune, † 12 декември 926) от династията на Белонидите, е по времето на Каролингите граф на Оверн и Макон (918 – 926) и вторият херцог на Херцогство Аквитания (918 – 926).

## Биография
Той е син на граф Акфред I, граф на Каркасон († 906), и на Аделинда (Белониди), сестра на херцог Гийом I Благочестиви. Брат е на Акфред († 928) и Бернард III († 932).
През 918 г. Вилхелм Младши наследява чичо си Гийом I Благочестиви на трона. Крал Шарл III го признава през 919 г. като „херцог на аквитанците“. Така той получава конфликти с Робертините, маркграф Робер и херцог Раул от Бургундия. През 923 г. Раул узурпира кралския трон, съюзява се с граф Раймунд III от Тулуза против Вилхелм. През 924 г. кралят нахлува в Аквитания. С много големи усилия Вилхелм побеждава. След нахлуването на унгарците в Западнофранкското кралство Вилхелм признава краля. Той загубва „готската марка“ (Септимания) от Раймундините, и други територии от Хуго I Арлски и Хуго Черния.
Вилхелм II е първият френски княз, който получава правото да сече монети, преди херцозите на Франция от фамилията Робертини.
Понеже Вилхелм II няма деца, е наследен от брат му Акфред.